# Cryphia lichenes
Cryphia lichenes là một loài bướm đêm trong họ Noctuidae.